# (535) Montague
Pour les articles homonymes, voir Montague.
(535) Montague est un astéroïde de la ceinture principale découvert par Raymond Smith Dugan le 7 mai 1904. Il a été ainsi baptisé en référence à Montague, ville du Massachusetts.